# Gianne Albertoni
Gianne Albertoni (ur. 5 lipca 1981 w São Paulo) – brazylijska modelka.
Gianne została odkryta w wieku 13 lat w 1994 roku przez fotografa Sérgio Valle Duarte. Jeszcze w tym samym roku znalazła się na wybiegach w Mediolanie i Paryżu. Pracowała m.in. dla: Gianniego Versace, Lolity Lempickiej, Emporio Armaniego, Ellie Saab i Roccobarocco. Odbywała sesje zdjęciowe dla brazylijskich wydań Marie Claire oraz Vogue.
Pojawiła się w jednym z odcinków serialu kryminalnego Mandrake (2005).